# Pandeiro

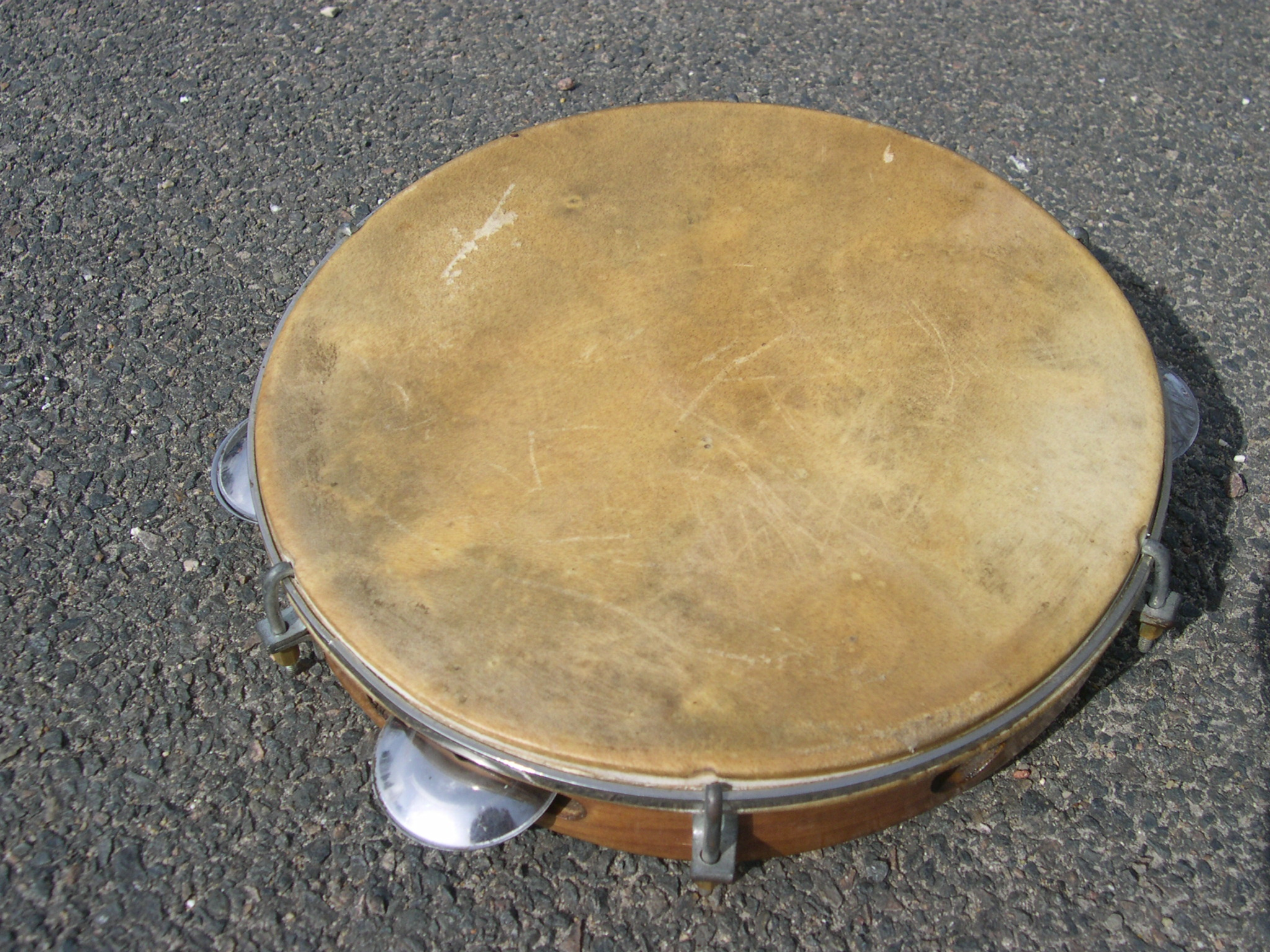
En pandeiro

Pandeiro är ett av de vanligaste instrumenten i capoeira. Den är gjord av trä, getskinn och fem stycken 'metalklämmor' som ger ett metalliskt ljud då de skakas.